# Bactrocera univittata
Bactrocera univittata är en tvåvingeart som först beskrevs av Drew 1972.  Bactrocera univittata ingår i släktet Bactrocera och familjen borrflugor. Inga underarter finns listade.